# لوکا برایدوت
لوکا برایدوت (ایتالیایی: Luca Braidot؛ زادهٔ ۲۹ مهٔ ۱۹۹۱ ‏(۳۳ سال)) دوچرخه‌سوار اهل ایتالیا است.